# Stepska zebra
Stepske zebre (lat. Equus (Hippotigris) quagga) su društvene životinje koje žive u zajednici s drugim biljožderima na afričkim savanama. To je jedna od vrsta iz porodice konja, a spada u red neparnoprstaša. 
U nas žive u svim javnim zoološkim vrtovima osim splitskog.

## Podvrste
- †Equus quagga quagga Boddaert, 1785.
- Equus quagga burchellii Gray, 1824.
- Equus quagga boehmi Matschie, 1892.
- Equus quagga borensis Lönnberg, 1921.
- Equus quagga chapmani
- Equus quagga crawshayi

## Opis
Stepska zebra ima bijelo krzno s crnim prugama te kratke noge. Odrasle jedinke oba spola u visini ramena imaju 1,4 metra, a duge su 2,3 metra. Težina im iznosi oko 294 kg (mužjaci imaju 10% više težine od ženki). Vrlo su divlje i teško se pripitomljavaju. Slično kod konja, mlada stepska zebra može hodati i stajati kratko vrijeme nakon rođenja, a o njoj se brine njezina majka, koja ga doji oko 16 mjeseci.
Da bi potražila hranu, stepska zebra može prohodati i do 1,100 km. Grupa stepskih zebri obično broji od 5 do 20 jedinki.
Ove zebre važan su ekonomski izvor u turizmu. Žive u jugoistočnoj i istočnoj Africi, gdje postoje dvije sezone: kišna i suha. Njima se hrane lavovi, leopardi i gepardi.
Žive od 20 do 30 godina. Ženke dostižu spolnu zrelost s dvije do četiri, a mužjaci s četiri godine. Trudnoća traje 12 mjeseci. Obično se rađa jedno mladunče koje teži oko 32 kilograma. 
Love se zbog mesa te im se uništava stanište.